# Lepus mandshuricus
A Lebre-da-Manchúria (Lepus mandshuricus) é uma espécie de mamífero da família leporídeo encontrada no nordeste da China e na Rússia, na bacia do rio Amur e possivelmente nas montanhas do norte da Coreia do Norte. Ao contrário de outras lebres, ela vive em florestas e busca abrigos fechados para descansar e escapar de predadores. É semelhante em aparência e já foi considerada uma subespécie da lebre-japonesa, mas seus parentes genéticos mais próximos são a lebre-coreana e a do cabo.